# Edgar M. Foltin
Edgar Maria Foltin (geboren 26. Juli 1897 in Brixlegg, Österreich-Ungarn; gestorben 28. Juli 1974 in Pittsburgh) war ein austroamerikanischer Rechtswissenschaftler.

## Leben
Edgar Foltin studierte Rechtswissenschaften in Innsbruck und wurde 1922 promoviert. Er hielt sich in England auf, wurde dann Assistent in München beim Strafrechtler Ernst von Beling und wurde 1925 bei Theodor Rittler in Innsbruck habilitiert. Foltin erhielt einen Ruf an die Deutsche Universität Prag und publizierte zum tschechoslowakischen Strafrecht. Er heiratete Lore Barbara Deutsch (1913–1974). Nach dem Münchener Abkommen 1938 verließen sie Prag, und er lehrte ab 1939 am College of William & Mary in Williamsburg, Virginia.
1946 ging er mit der US Army als Chief of Legal Division nach Wien. Foltin wurde 1949 ordentlicher Professor am Pennsylvania College for Women in Pittsburgh, 1951 lehnte er einen Ruf an die Universität Innsbruck ab.

## Schriften (Auswahl)

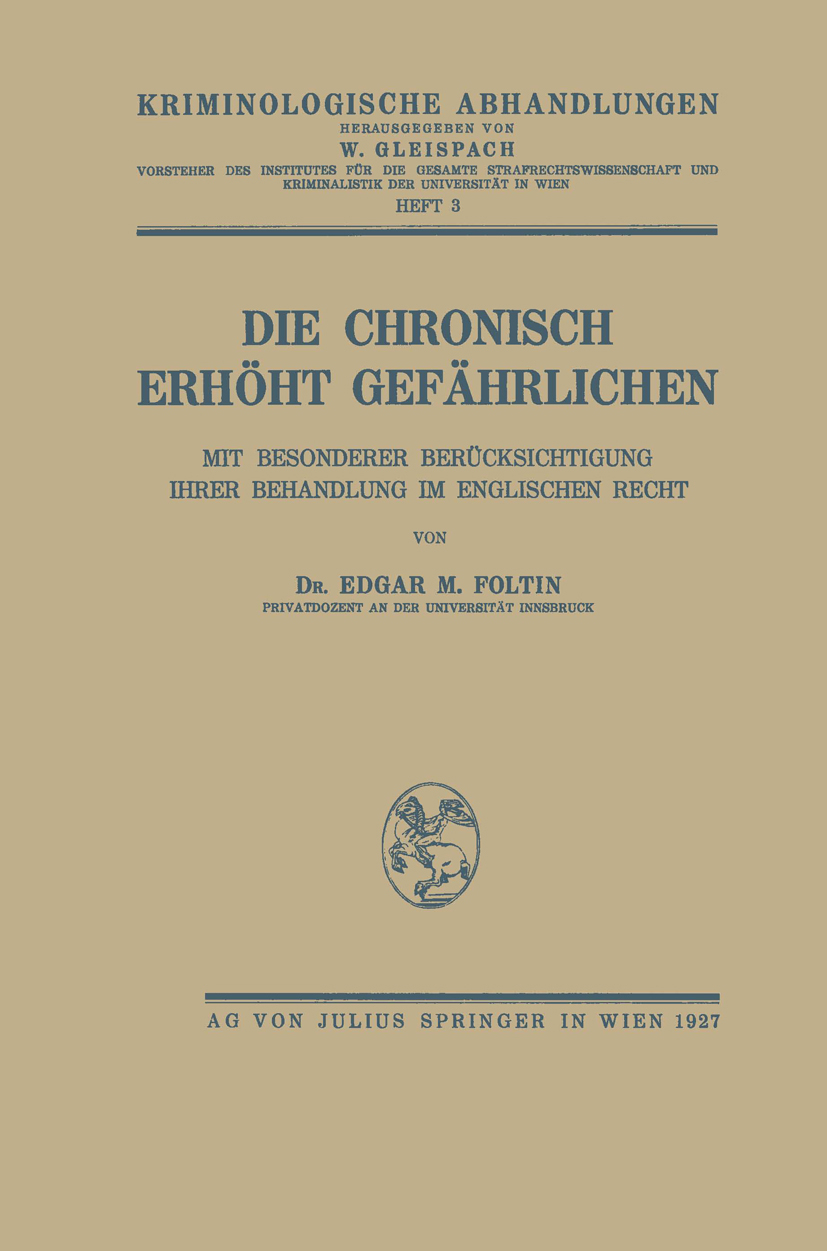
Habilitationsschrift (1927)

- Die chronisch erhöht Gefährlichen mit besonderer Berücksichtigung ihrer Behandlung im englischen Recht. Wien: Springer, 1927 (Habilitationsschrift).
- Amerikanisches Gefängniswesen. Reichenberg: Stiepel, 1930.
- Das kriminologische Institut an der deutschen Universität in Prag, 1931.
- Leitfaden zur Vorlesung über tschechoslowakisches Strafprozessrecht. Prag: Calve, 1932.
- Das tschechoslowakische Strafgesetz vom 27. Mai 1852 RGBl. Nr 117 mit den wichtigsten Nebengesetzen, 1934.
- Der Gedanke der Zumutbarkeit im tschechoslowakischen und österreichischen Strafrecht. Prag: Lerche, 1934.
- Grundzüge des tschechoslowakischen Strafrechtes. Teil: 1, Allgemeiner Teil. Prag: Calve, 1936.
- Der Zauberkreis. Böhm. Leipa: Ed. Kaiser, 1937.
  - Čarovný kruh. Olomouc : Univerzita Palackého v Olomouci, 2022 DNB.